# Nagroda Lecha Wałęsy
Nagroda Lecha Wałęsy – polska nagroda ustanowiona z okazji 25. rocznicy przyznania Lechowi Wałęsie pokojowej Nagrody Nobla, przyznawana w latach 2008–2014.

## Historia
Pierwszy raz Nagrodę Lecha Wałęsy przyznano w 2008 roku, otrzymał ją król Arabii Saudyjskiej Abd Allah ibn Abd al-Aziz Al Su’ud za działalność na rzecz dialogu międzyreligijnego. Nagrodę ustanowiono, by honorować osoby, instytucje lub ruchy społeczne działające na rzecz porozumienia i solidarnej współpracy narodów, wolności i promocji wartości bliskich duchowi „Solidarności”.
Laureatów nagradzano podczas ceremonii odbywających się w gdańskim Dworze Artusa. Otrzymywali pamiątkową plakietę, dyplom oraz nagrodę pieniężną ufundowaną przez PKO Bank Polski (w 2010 roku 100 tys. dolarów).
W 2014 roku postanowiono połączyć Nagrodę Lecha Wałęsy z Nagrodą Solidarności Ministra Spraw Zagranicznych, ustanawiając Nagrodę Solidarności im. Lecha Wałęsy. Po 2015 przyznawanie nagrody zawieszono. Jej przyznawanie zostało wznowione w 2024.

## Kapituły
W 2010 członkami kapituły byli: Lech Wałęsa, Václav Havel, Stanisłau Szuszkiewicz, Bernard Kouchner, Jan Krzysztof Bielecki oraz Władysław Bartoszewski.
W 2011 w skład kapituły weszli: Lech Wałęsa, Václav Havel, Emil Constantinescu, Stanisłau Szuszkiewicz, Bernard Kouchner, Jan Krzysztof Bielecki, Władysław Bartoszewski, Zbigniew Jagiełło.
W 2014 członkami kapituły byli: Lech Wałęsa, Stanisłau Szuszkiewicz, Emil Constantinescu, Bernard Kouchner, Jan Krzysztof Bielecki, Władysław Bartoszewski, Rita Süssmuth, Mikuláš Dzurinda, Zbigniew Jagiełło.

## Lista nagrodzonych
| Rok  | Nagrodzeni                                     | Źródło |
| ---- | ---------------------------------------------- | ------ |
| 2008 | Abd Allah ibn Abd al-Aziz Al Su’ud             | [ 1 ]  |
| 2009 | Shadi Sadr oraz siostry Ladan i Roya Boroumand | [ 1 ]  |
| 2010 | Janina Ochojska                                | [ 1 ]  |
| 2011 | Luiz Inácio Lula da Silva                      | [ 6 ]  |
| 2012 | Aleś Bialacki                                  | [ 7 ]  |
| 2013 | Michaił Chodorkowski                           | [ 8 ]  |
| 2014 | ukraiński ruch społeczny Euromajdanu           | [ 2 ]  |